# 熙琳
廖熙琳（日語：Hirari，1992年8月29日—）香港電影女演員、電視節目主持。香港浸會大學電影學院創意電影製作高級文憑畢業，參與過不同大小的平面、電視廣告拍攝和代言，同時發展電影、舞台劇、及電視節目主持的工作。現居東京發展，Instagram 經常中英日三語分享日本最新消息及旅遊景點。

## 簡歷
廖熙琳，印尼華僑家庭，自小在香港長大。香港浸會大學電影學院創意電影製作高級文憑畢業。中學時期開始演藝工作，一直以「廖殷曼」參與影視演出，直至2019年開始稱為「熙琳」。
2020年3月於香港COVID-19疫情爆發期間，於日本大阪、京都、和歌山拍攝香港電視娛樂電視旅遊節目後回港。約一星期後前往電影公司進行演員遴選。隔日，同場遴選中出現的另一名女演員麥詠楠私下於instagram質問她回港後是否有病，不停地訊息炮轟廖熙琳沒有遵守政府規定的14日家居自律隔離規定。傍晚在Facebook公開指責廖熙琳，事件引起業界恐慌，及後多個有名Facebook 專頁分享事件。同時向電影公司投訴她隱瞞並出席遴選，與多位遴選者有近距離接觸。
當時廖熙琳沒有澄清解釋。翌日接受《蘋果》訪問表示於3月11日回港後，亦主動到私家醫院養和自費新冠肺炎檢查，測試結果為陰性。「之後我都有喺屋企自我隔離，每一日都有量體溫，亦唔會出去玩」，唯有網民表示於她回港後遴選前，曾作非必要外出。

## 演出

### 電視節目主持
| 年份   | 相關公司   | 節目               |
| 2020年 | 香港開電視 | 《美少女日本民宿》 |
| 2022年 | ViuTV      | 《玩埋我嗰份》     |
| 2022年 | 香港開電視 | 《重新出發》       |

### 電視及網上劇集
| 年份   | 相關公司   | 節目                                           |
| 2009年 | TVB        | 《有營主婦》                                   |
| 2009年 | TVB        | 《畢打自己人》                                 |
| 2009年 | TVB        | 《蔡鍔與小鳳仙》                               |
| 2016年 | Netflix    | 《反黑》                                       |
| 2017年 | Youtube    | 《浸大60周年校慶短片》«學生習作»馮志強導演執導 |
| 2017年 | ViuTV      | 《瑪嘉烈與大衛系列前度》                       |
| 2017年 | ViuTV      | 《雙商》                                       |
| 2018年 | RTHK       | 《那些年那些歌II》 - 謝安琪篇                  |
| 2023年 | myTV SUPER | 《東京愛情動作故事》                           |

### 電影
| 年份   | 片名                      | 角色       |
| 2013年 | 《衝鋒戰警》              | 女警       |
| 2014年 | 《點五步》                | 同學       |
| 2014年 | 《十二金鴨》              | -          |
| 2014年 | 《溝女不離3兄弟》         | -          |
| 2015年 | 《十月初五的月光》        | Q姨員工    |
| 2016年 | 《寒戰II》                | CID        |
| 2016年 | 《賭城風雲III》           | 彩伴娘     |
| 2017年 | 《小男人週記3之吾家有喜》 | 後生嫲嫲   |
| 2017年 | 《春嬌救志明》            | Dada 閏密  |
| 2017年 | 《猛男三條半》            | Jason細妹  |
| 2017年 | 《咎贖》                  | 旅行社職員 |
| 2017年 | 《探靈》                  | -          |
| 2018年 | 《我的情敵女婿》          | 蝦頭朋友   |
| 2018年 | 《八個女人一台戲》        | 莊文強助手 |
| 2018年 | 《大樂師為愛配樂》        | 野人       |
| 2019年 | 《怒火》                  | 珠寶店職員 |
| 2019年 | 《迷局伏香》              | -          |
| 2019年 | 《最佳男友進化論》        | 婚宴客人   |

### 舞台劇演出
| 年份   | 劇團                     | 劇名                         |
| 2013年 | 《香港話劇團黑盒》       | 我和春天有個約會             |
| 2016年 | 《映藝劇團》             | 尋找快樂時代                 |
| 2016年 | 《黑且鳥黑白盒劇場》     | 再見潘朵拉(編作演員)         |
| 2017年 | 《映藝劇團》             | 尋找快樂時代                 |
| 2017年 | 《黑目鳥劇團(創作演員)》 | 青春環圓                     |
| 2017年 | 《鄧樹榮戲劇工作室》     | 熟女脫獨嘉年華               |
| 2018年 | 《同流劇團(讀戲)》       | «關•愛»                      |
| 2019年 | 《一九八三工作室》       | «浪遊基輔(首部女主演舞台劇)» |

### 廣告
| 年份   | 品牌                         | 廣告類別       |
| 2016年 | 《Eclipse》                  | Print Ad       |
| 2018年 | 《Bless Cold-Pressed Juice》 | Print Ad       |
| 2018年 | 《Cathay Pacific》           | Online Video   |
| 2018年 | 《HSBC》                     | TVC            |
| 2019年 | 《Disneyland》               | TVC & Print Ad |

## 外部連結
- 熙琳的Facebook專頁
- 熙琳的Instagram帳戶